# Індіанці Великих рівнин
Індіанці Великих рівнин (індіанці прерій) — корінні індіанські народи та племена, що населяли Великі рівнини — культурний регіон у центральній частині США та південно-центральній частині Канади.

## Культура

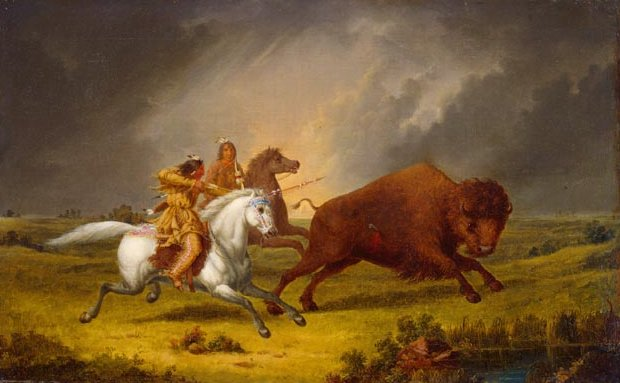
Пол Кейн. Ассінібойни полюють на бізона (1851-1856)

Серед індіанців рівнин визначають дві основні групи, що в якійсь мірі перетинаються: напівосілі землероби та кочові кінні мисливці. Народи першої групи, проживаючи в більш-менш постійних поселеннях, крім полювання на бізонів вирощували зернові культури й активно торгували з іншими племенами. До них належать айова, арікара, вічито, кау, мандани, міссурі, омаха, осейдж, ото, понка, хідатса тощо. Народи другої групи протягом 18-19 століть створили свою унікальну культуру кочових кінних воїнів-мисливців, хоча деякі племена подеколи й займалися сільським господарством. До цих народів належать апачі, арапахо, ассінібойни, гровантри, команчі, кроу, рівнинні крі, шайєнни та деякі інші.
Кочовий спосіб життя, стійкий опір військам США та Канади, колоритний вигляд обумовили те, що саме образ індіанців рівнин став архетипним образом північноамериканських індіанців в культурі взагалі.

## Мови
Мови більшості народів Великих рівнин належать до кількох великих мовних родин: сіуанської, алґської, на-дене, каддоанської.
Крім того, серед цих племен була також розповсюджена жестова мова північноамериканських індіанців.

## Список індіанських народів Великих рівнин

### Алгонкінські народи та племена
- Арапахо
- Гровантри
- Крі (рівнинні)
- Чорноногі (конфедерація)
  - Кайна
  - Північні піікані
  - Сіксіка
  - Чорноногі (Південні піікані)
- Сото
- Шайєнни

### Атабаські народи та племена
- Апачі
- Кайова-апачі
- Сарсі

### Каддоанські народи та племена
- Арікара
- Вічита (конфедерація)
  - Вако
  - Кічай
  - Райадо
  - Таовайя (Тавехаш)
  - Таваконі
- Есканьяк
- Кеддо (конфедерація)
  - Кедохадачо
  - Натчиточес
  - Хасінай
- Пауні
- Тейяс

### Кайова-таноанські народи та племена
- Кайова

### Сіуанські народи та племена
- Айова
- Кау (Канза)
- Кроу
- Куапо
- Мандани
- Міссурі
- Омаха
- Осейдж
- Ото
- Понка
- Сіу
  - Дакота
    - Санті
    - Янктон
    - Янктонаї

  - Лакота (Тетон)
    - Брюле
    - Ітазіпчо
    - Мініконджу
    - Оглала
    - Оохенунпа
    - Сіхасапа
    - Хункпапа

  - Стоні (Накода)
  - Ассінібойн (Накота)
- Хідатса

### Юто-ацтецькі народи та племена
- Команчі

### Інші
- Тонкава

## Галерея
Фотографії індіанців рівнин, створені Едвардом Кьортісом на межі 19-20 століть:

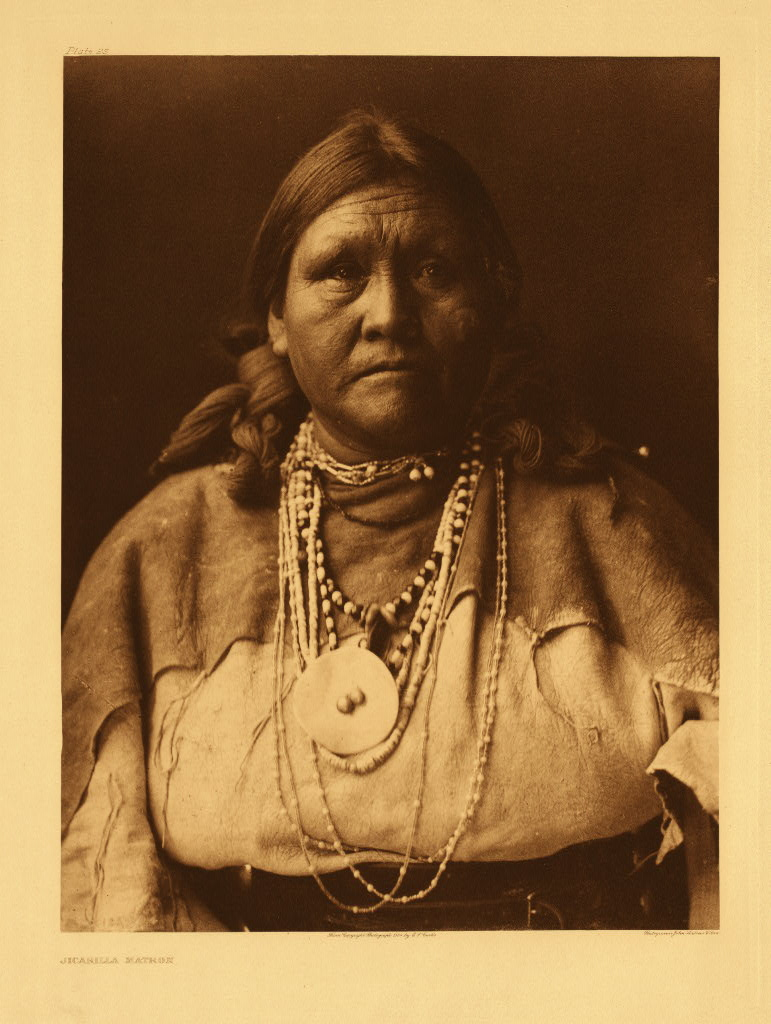
Літня жінка з племені хікарілья (апачі)
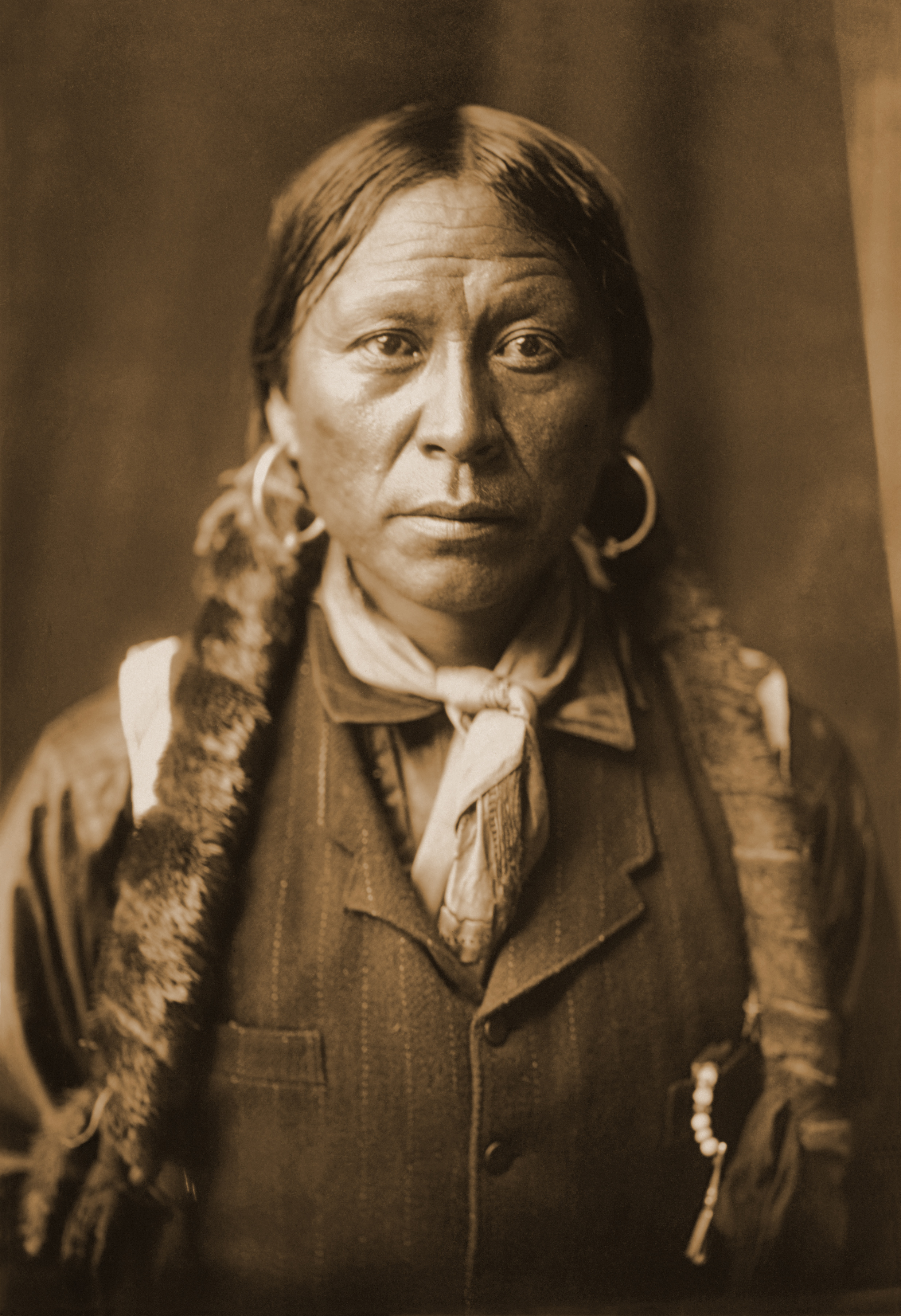
Чоловік з племені хікарілья (апачі)
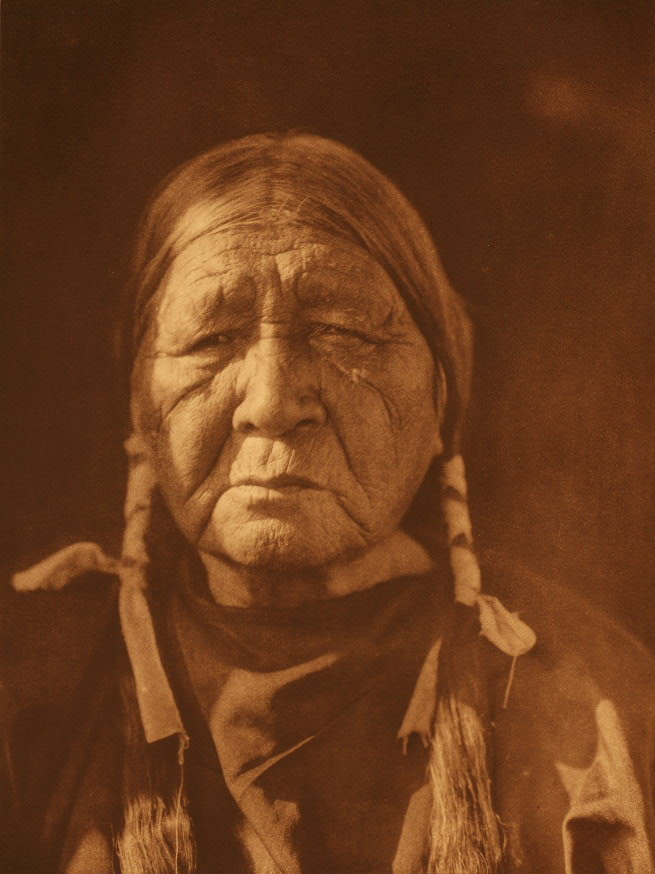
Уват – команч
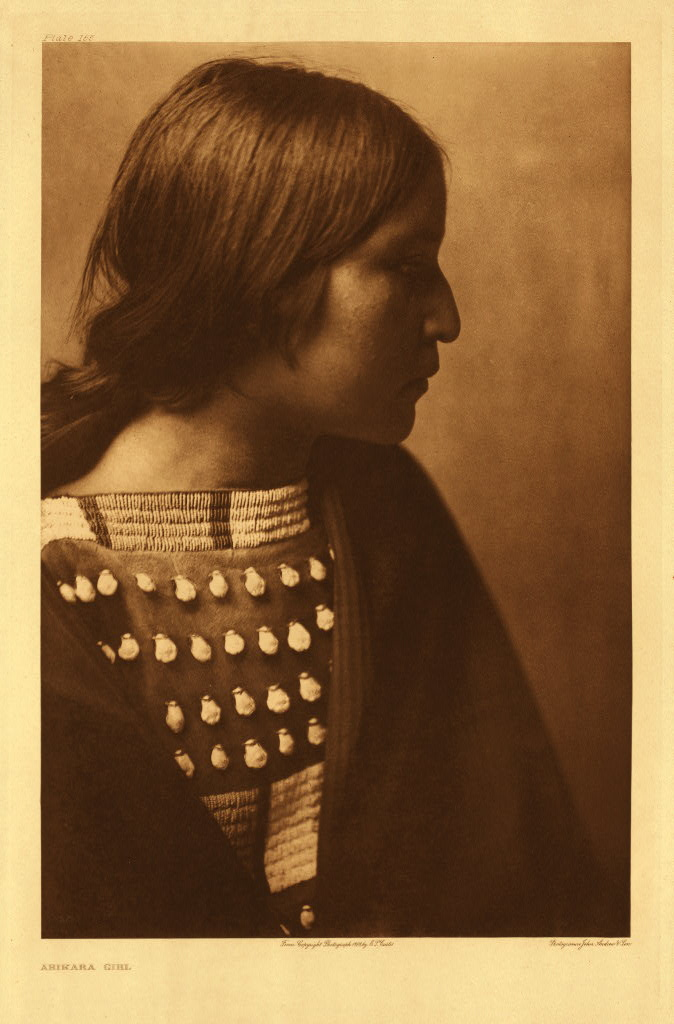
Дівчина з племені арікара

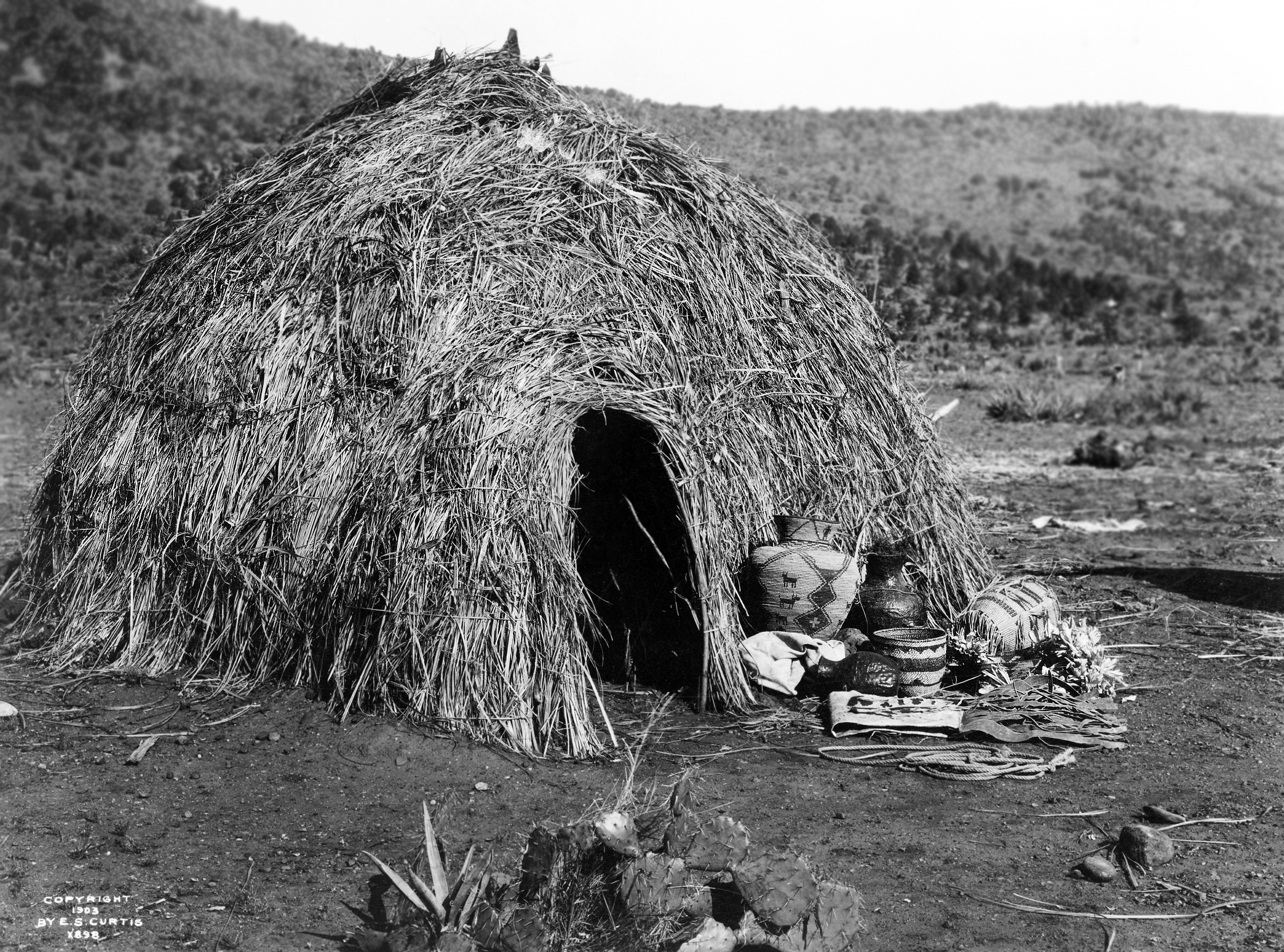
Вікіап апачів
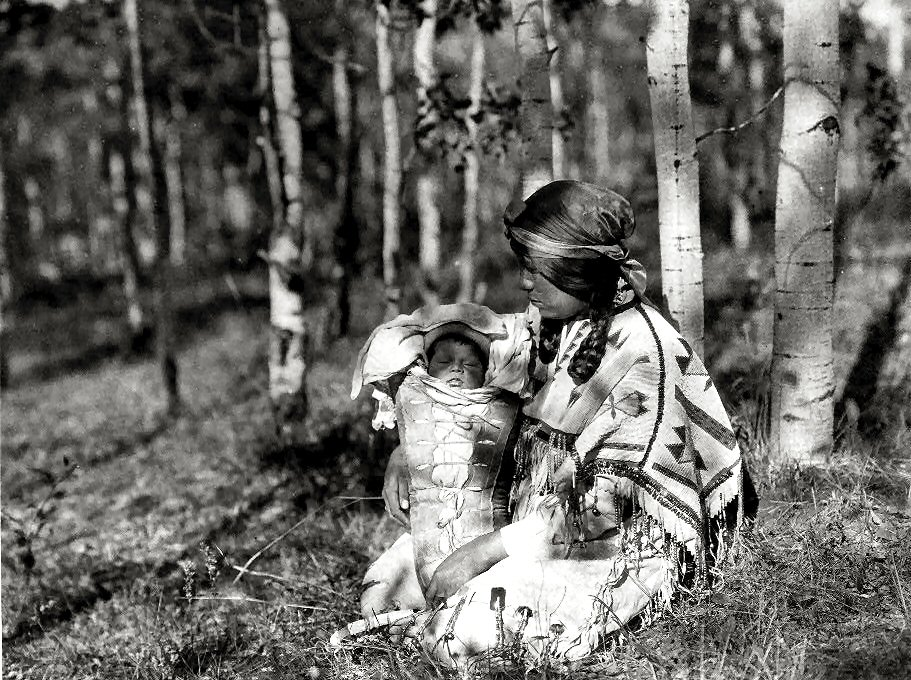
Мати з дитиною (ассінібойни)
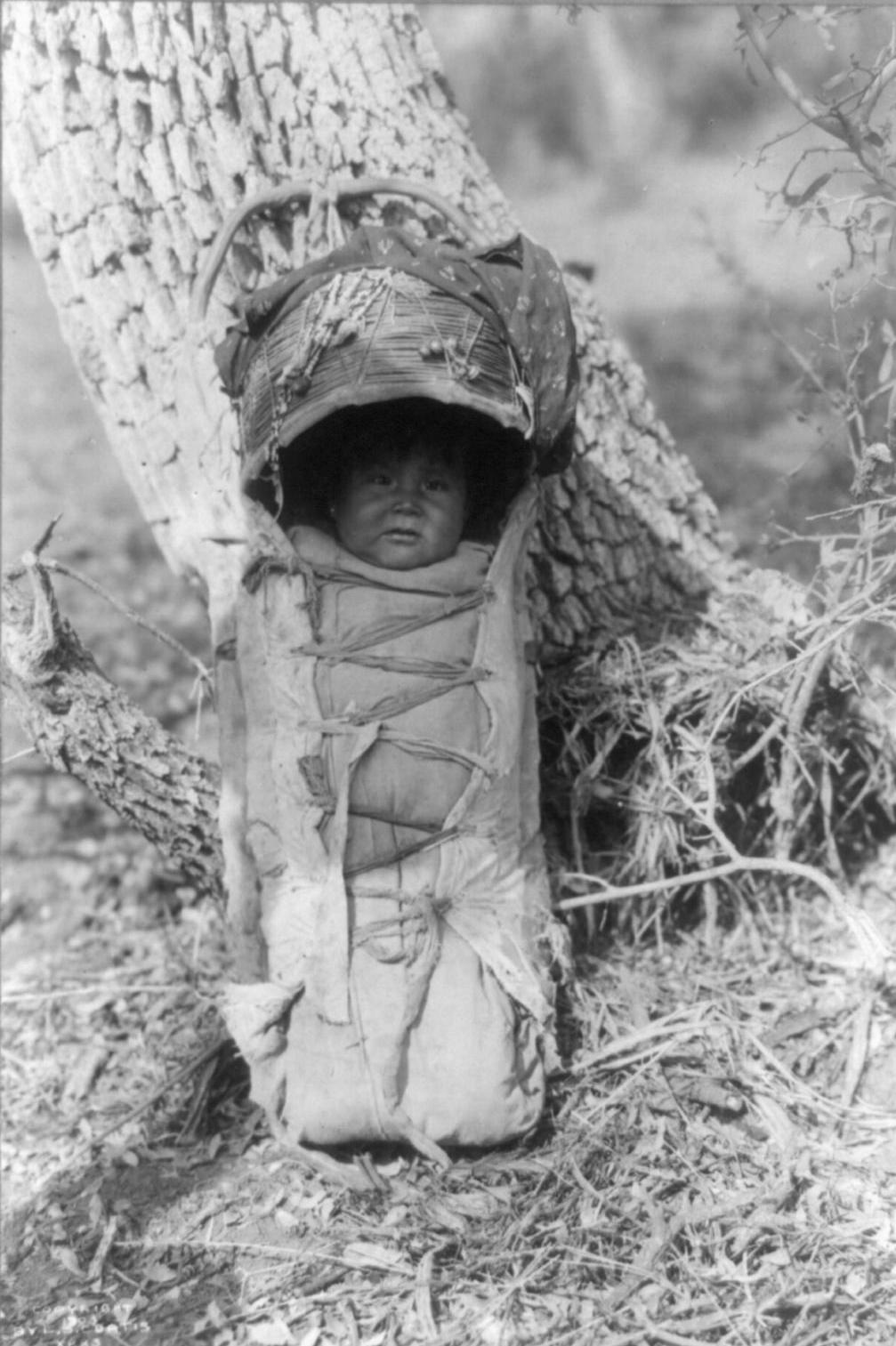
Дитина апачів